# MAZ 203
MAZ 203 – niskopodłogowy autobus miejski produkowany od 2006 roku przez zakłady MAZ w Mińsku na Białorusi.

## Historia modelu
Autobus ten jest pierwszym przedstawicielem II generacji niskopodłogowych autobusów marki MAZ. Oficjalna premiera tego modelu miała miejsce na międzynarodowych targach motoryzacyjnych "Motor-Show 2005" w Moskwie.
Do napędu modelu 203 przewidziano silniki Mercedes-Benz OM906LAIII/3 o mocy 231 KM lub OM906LAIII/4 o mocy 279 KM. Jednostki napędowe zblokowane są z automatyczną 3-biegową skrzynią Voith D851.3E lub 6-biegową ZF 6HP-502C. W 2008 roku do oferty dołączył model wyposażony w silnik Deutz TCP2013LO64V spełniający normę czystości spalin Euro-4 oraz 4-biegową skrzynią Voith D864.3E. W pojeździe zastosowano przednią oś portalową ZF RL85A oraz tylny most portalowy ZF AV132/80.
W ofercie znajdują się odmiany miejskie MAZ 203065, -067 oraz -076 (silnik Deutz Euro-4) jak i podmiejskie MAZ 203165, -167, -176. Autobusy przeznaczone na rynek polski wyposażane są w siedzenia firmy Ster oraz fotel kierowcy Isri. Od trzeciego kwartału 2009 roku egzemplarze tego modelu przeznaczone na rynki Unii Europejskiej wyposażane są w nową, estetyczniejszą deskę rozdzielczą projektu polskiej firmy Astromal.
W 2008 roku przedstawiono oraz wprowadzono do produkcji białoruskie trolejbusy Biełkommunmasz-MAZ 203T oraz MAZ-Eton T203. Obecnie pojazdy te eksploatowane są na Białorusi i w Rumunii.

## Trolejbus w Polsce
Pod koniec 2008 roku rozpoczęto między MPK Lublin a firmą MAZ negocjacje w sprawie montażu w Lublinie trolejbusu na bazie nadwozia MAZa 203. Początkowo planowano rozpoczęcie montażu instalacji elektrycznej w zamówionym pojeździe na początku 2009 roku, jednak opieszałość białoruskiego producenta spowodowała, że nadwozie MAZa 203 dostarczone zostało 8 sierpnia 2009 roku. Montowany w Lublinie trolejbus wyposażony jest w silnik asynchroniczny produkcji firmy Emit typu STDa 280-6B-1 o mocy 176 kW i napięciu 400V. Jednostkę sterującą pracą silnika stanowi umieszczony na dachu pojazdu falownik Medcom FT-170-600. Eksploatacja linowa rozpoczęła się 24 kwietnia 2010 roku, po przeprowadzeniu testów drogowych i uzyskaniu homologacji. Pojazd ten, analogicznie jak jego białoruskie odpowiedniki, nosi oznaczenie MAZ 203T.